# Coskun
 (novembre 2008).
Si vous disposez d'ouvrages ou d'articles de référence ou si vous connaissez des sites web de qualité traitant du thème abordé ici, merci de compléter l'article en donnant les références utiles à sa vérifiabilité et en les liant à la section « Notes et références ».
Coskun (ou Salih Coskun de son vrai nom) est sculpteur et peintre français d’origine turque. Né à Agri en Anatolie le 22 juin 1950, il vit et travaille en France depuis 1980.

## Biographie
Peintre et sculpteur autodidacte, Coskun réalise sa première exposition en Turquie à l’âge de 16 ans. À la sortie du lycée, il entre au conservatoire d’art dramatique d’Istanbul. Comédien professionnel, il poursuit une carrière d’acteur pendant dix ans, interprétant les pièces de Samuel Beckett, Bertolt Brecht, ainsi que des auteurs turcs.
Il met définitivement fin à sa carrière de comédien en 1975 et entre à la Monnaie d’Istanbul en tant que graveur. La monnaie qu’il crée pour la FAO lui apporte la reconnaissance des numismates français. Le coup d’État de 1980 en Turquie précipite son départ pour la France.
C’est à Paris qu’il poursuit sa carrière d'artiste. Son univers figuratif s’inscrit dans la veine néo-expressionnisme  de l’art contemporain.

## Présentation de l’œuvre

### Sculpture
Sa technique est la taille directe. De la masse Coskun dégage des figures qui, en raison de l’utilisation d’outils mécaniques tels que la meuleuse, la tronçonneuse, la disqueuse, apparaissent entaillées, striées. Le sujet principal de ses œuvres reste le corps humain. Les clins d’œil à l’histoire de l’art sont multiples, comme les proportions qui sont à la fois respectées et déformées, ou bien une attitude du sujet sculpté qui évoque la statuaire égyptienne ou grecque. En rehaussant par endroits ses sculptures de blanc ou de brou de noix, Coskun cherche à perturber le regard. Une façon d’accentuer certaines expressions, d’empêcher une lecture trop littérale du corps qu’il a sculpté. 
La polychromie s’inscrit dans une tradition de la statuaire, mais c’est aussi pour l’artiste une manière de  travailler dans la continuité sans séparer la sculpture du dessin.  C'est ainsi qu'il explique son utilisation de l’engin mécanique, puissant et rapide qui lui permet de retrouver une vitesse d’exécution similaire à celle qu’il possède quand il dessine. 
Coskun revendique une spontanéité, une instantanéité du geste qu’il préserve de toutes retouches et « embellissements ». La notion controversée en histoire de l’art du « fini » de l’œuvre se veut ici davantage préservation de l’instinct créatif qu’attachement à une esthétique primitive (la statuaire africaine ou ibérique par exemple). En effet, l’artiste cherche à évoquer l’essence sensitive et émotive de l’Homme qui lui procure, par-delà les âges, le sentiment d’être vivant.

### Dessin
Le dessin de Coskun témoigne d’un trait vif, d’un geste rapide et délié. Il utilise le brou de noix, l’encre de Chine ou la mine de plomb. Figuratif, l’expressivité du dessin s’incarne dans la dynamique des corps qu’il représente. L’érotisme et la sensualité tissent un fil d’Ariane entre les séries de dessins. 
En 2005, il dessine sur des livres dont les pages se tiennent les unes aux autres, se dépliant sur une dizaine de mètres. Une fois ouvertes, certaines séries s’appréhendent dans un sens narratif semblant suivre un déroulement de type cinémascope. D’autres sont empreintes d'une poésie foisonnante. Il a réalisé notamment plusieurs séries de livres d’artistes originaux   avec l’écrivain Fernando Arrabal (Pistils de Gilgamesh, Erosphère, etc.).
Depuis 2006, Coskun s’intéresse aux possibilités du numérique. Le montage informatique de dessins originaux et de  photographies qu’il réalise est ensuite tiré sur support industriel. Les dessins imprimés sur calicot sont installés en milieu urbain. Une manière de sortir l’œuvre graphique des lieux d’exposition habituels, une façon aussi d’associer ses dessins à ses sculptures monumentales généralement présentées en plein air.

### Peinture
L’apprentissage pictural de Coskun s’appréhende également par la peinture. Adolescent, il peint à la manière des grands peintres modernes. Il apprécie les techniques mixtes, l’huile, le pastel, la glycéro, l’acrylique. Durant la période 1980-1990, dans une gamme chromatique à dominante bleue, son univers plastique est davantage symboliste, avec des corps déformés, comme possédés. 
En 2005, une série de peintures sur métal dans les tons brun-noir semblent se rapprocher visuellement de sa sculpture et de son dessin. En effet, il mêle à l’encre de la sciure de bois qui procure à l’œuvre une épaisseur qui joue avec la lumière.

## Principales expositions
- En 2002, le Musée Saint-Loup de Troyes réalise la rétrospective de son œuvre des quinze dernières années.
- En 2003, le Sénat présente son œuvre monumental dans le jardin du Luxembourg. Durant trois mois, une quinzaine de sculptures habitent les allées du jardin.
- En 2005, le Conseil Général des Hauts-de-Seine l’invite à investir le parc de l’île Saint-Germain à Issy-les-Moulineaux. Il y expose une centaine d’œuvres et réalise sa première installation de sculptures dans les arbres, nommée la Série des Suspendus.
- En 2007, il participe à l’événement annuel d’ArtSénat, intitulé Femme y es-tu ? où est présentée la série des livres originaux Erosphère réalisée en collaboration avec l’écrivain Fernando Arrabal. Il réalise pour l’exposition trois sculptures monumentales sur le thème de la femme (Femme en blanc, Femme en noir et Sirène) présentées dans le jardin du Luxembourg.
- 2008, "Coskun, in situ", exposition dans trois lieux dans la ville de Boulogne-Billancourt (Fr)
- 2009, "Coskun, tout ce que l'homme fut", Maison Elsa Triolet-Louis Aragon, Saint Arnoult en Yvelines (Fr), Année Culturelle de la Turquie en France.
- 2010, "Être ainsi", dans le cadre du 8e Forum d'arts plastiques de la région Île-de-France.
- 2011, "Coskun, Paysage Humain", église de la Madeleine, Hôtel Dieu de la ville de Châteaudun (Conseil général d'Eure et Loir)
- 2012, "Coskun, Point d'?", galerie Alexandre Cadain, Paris
- 2012, "être ainsi", Manoir de la ville de Martigny, Suisse
- 2013, "Coskun, Il était une fois", Musée des Avelines, Saint Cloud (Fr)
- 2014, "Coskun", galerie Schwab-Beaubourg, Paris (Fr)
- 2014, "Authentik Energie", Manoir de la Ville de Martigny, Suisse
- 2014, "La Main Verte", "Martigny Ciel ouvert", ville de Martigny, Suisse
- 2015, "Coskun, peintures, sculptures", galerie Bourdette-Gorzkowski, Honfleur (Fr)
- 2016 "Mediterranean Body I", 11e TEAF, Taehwa River Eco Art Festival, Ulsan, Corée du Sud
- 2016 “Mediterranean Body II”, Nuit Blanche-Paris, rives de Seine
- 2016 "36/36 artistes fêtent les congés payés", Art Absolument, Assemblée Nationale, Paris (Fr)
- 2016 "Lascaux IV, galerie art rupestre et art du XXe siècle", Centre international de l'art pariétal, Lascaux (Fr)
- 2017, "Coskun, Kwonhungho, 10 years Anniversary", Suseong Artpia, Daegu, Corée du Sud
- 2018 "Signes Sensibles", Centre artistique du Château du Val Fleury, Gif-sur-Yvette (Fr)

## Principales réalisations monumentales
- En 1999, des grumes de plusieurs tonnes lui permettent de réaliser L’Hommage à B., Le Couple I et II.
- En 2000, il installe un atelier de plein air à la lisière du bois de Boulogne, et y réalise plusieurs œuvres monumentales (Le Temps, L’Homme de théâtre, La Source, Couple...).
- En 2001, Coskun remporte le concours national de sculptures pour les Hauts-de-Seine. Il réalise dans le parc de l’île Saint-Germain, l’œuvre L’Homme sorti du cèdre, désormais possession du Conseil Général qui l'a implantée à l’entrée du parc.
- En 2002, à l’occasion de l’exposition rétrospective au musée des Beaux-Arts de Troyes, Coskun réalise en direct, pendant la durée de l’exposition, dans la cour du musée, l’œuvre monumentale Le Torse.
- En 2007, pour l’exposition Au fil de Marcoussis, Coskun réalise l’œuvre Caprice des dieux.
- En 2014, à l'occasion de l'exposition de l'exposition "Authentik Energie", au Manoir de la ville de Martigny, en Suisse, il réalise "La Main verte" sur le parvis du Manoir. Première d'une série monumentale réalisée par assemblage.
- En 2016, la ville de Marcoussis (Fr) acquiert la sculpture "En Un/ en Deux" implantée en centre ville.
- En 2016, il réalise pour la ville d'Ulsan en Corée du Sud, dans le parc, la sculpture "Mediterranean Body I".
- En 2016, il réalise pour La Nuit Blanche, Paris, la sculpture "Mediterranean Body II".
- En 2018, la sculpture "Tandem" est implantée à l'entrée de la ville de Marcoussis.

### Films et documentaires
- Mémoire d’arbre, Michel Hivert, Conseil général des Hauts-de-Seine, 2001
- COSKUN, portrait, Michel Hivert, Conseil général des Hauts-de-Seine, 2005
- Naissance de Sapho, Robert Weiss, 2005
- Portrait d’artiste, tAnbAy, 2007
- Vierge à l’enfant, tAnbAy, 2007
- "Mediterranean Body", Unesco, 2017
- "Human Body", Nuit Blanche, making off, 2018